# Колягино (село)
Колягино — село в Ильинском районе Ивановской области, входит в состав Щенниковского сельского поселения.

## География
Расположено в 19 км на юго-запад от центра поселения деревни Щенниково и в 36 км на юго-запад от райцентра посёлка Ильинское-Хованское.

## История
Деревянная одноглавая церковь с колокольней на Колягинском погосте близ села была построена в 1726 году. Церковь Дмитрия Солунского в селе возведена в 1889 году из кирпича и побелена по кладке.
В конце XIX — начале XX село входило в состав Карашской волости Ростовского уезда Ярославской губернии. В 1885 году в селе было 41 двор.
С 1929 года село входило в состав Хлебницкого сельсовета Ильинского района, с 2005 года — в составе Щенниковского сельского поселения.

## Население
| 1859 | 2010 |
| ---- | ---- |
| 184  | ↘18  |

## Достопримечательности
В селе расположена действующая Церковь Димитрия Солунского (1898).